# Buttala
Cet article possède un paronyme, voir Butala.
Buttala (බුත්තල) est une ville du Sri Lanka. Elle est située dans le district de Moneragala dans la province d'Uva, Sri Lanka.

## Histoire
L'histoire de Buttala remonte à l'époque du roi Dutugemunu au IIe siècle av. J.-C., alors qu'elle était connue sous le nom de Guthala. La chronique Mahavamsa de l'ancien Sri Lanka raconte que l'armée de Dutugamunu a traversé Buttala en route vers Rajarata dans le nord pour faire la guerre au roi Ellalan. Les noms de nombreux lieux sont dérivés des temps anciens, souvent des noms de généraux des armées, comme dans le cas de Buttala.
Deux attentats à la bombe se déroulent le 16 janvier 2008, tuant 32 personnes et faisant 62 blessés.

## Industries
Buttala abrite la plus grande sucrerie du Sri Lanka, Pelwatte Sugar Industries PLC, créée en 1981. L'entreprise emploie environ 4 200 employés et plus de 300 000 producteurs de canne à sucre.